# Cisticerkoza
Cisticerkoza, tudi ikravost, je okužba tkiva, ki jo povzročajo ličinke svinjske trakulje (Taenia solium).   Ljudje lahko imajo dolga leta nobenih ali le malo bolezenskih znakov,  lahko se jim pojavijo približno en do dva centimetra velike neboleče trdne bule na koži in v mišicah, ali pa kažejo   nevrološke simptome, če so prizadeti možgani.   Po več mesecih ali letih lahko te bule postanejo boleče in zatečejo, nato pa se razpustijo.V državah v razvoju je bolezen eden od najpogostejših vzrokov za epileptične napade.
Do bolezni običajno pride zaradi uživanja hrane ali uporabe vode, ki vsebuje jajca trakulje.  Neprekuhana zelenjava je poglavitni vir.  Jajca trakulje izvirajo iz blata osebe, ki je okužena z odraslimi črvi - stanje, znano kot teniaza.   Teniaza se od cisticerkoze razlikuje, njen vzrok so ciste, ki jih oseba zaužije s premalo  kuhanim svinjskim mesom.  Za ljudi, ki živijo z nekom, ki ima trakulje, je bolj verjetno, da bodo dobili cisticerkozo.  Diagnoza se opravlja  aspiracijo ciste.  Za diagnozo bolezni v možganih so najbolj uporabne slike z računalniško tomografijo (CT) ali magnetno resonanco (MRI).   Kot kazalec bolezni je koristno tudi povečano število belih krvničk, tako imenovanih eozinofilcev v cerebralni hrbtenjačni tekočini  in v krvi.
Okužb lahko učinkovito preprečimo z osebno higieno in sanitarnimi ukrepi:  Svinjino je treba dobro prekuhavati, skrbeti je treba za ustrezna stranišča in izboljšati dostop do čiste vode.  Da se prepreči širjenje bolezni, je pomembno zdraviti osebe s teniazo.  Bolezen, pri kateri živčevje ni prizadeto, ni nujno treba zdraviti.   Oboleli za neurocisterkozo se zdravijo s praziquantelom ali albendazolom. Zdravljenje je lahko da dolgotrajno.  Med zdravljenjem so lahko da potrebni steroidi proti vnetju in zdravila proti napadom.   Včasih se ciste odstranjuje operativno.
Svinjska trakulja je še posebej pogosta v Aziji, Podsaharski Afriki in Latinski Ameriki.  Na nekaterih področjih se domneva, da je prizadetih do 25 % ljudi.  V razvitem svetu je bolezen zelo redka.  Po vsem svetu je leta 2010 povzročila približno 1200 smrtnih žrtev (700 v letu 1990).  Bolezen se loteva tudi prašičev in krav, vendar redko povzroči bolezenske znake, ker večina prizadetih živali ne živi dovolj dolgo.  Bolezen je človeštvo spremljala ves čas njegove zgodovine.  Spada med zapostavljene tropske bolezni.